# Cerro Curucuti
El Cerro Curucuti (10°23′54″N 67°14′54″O / 10.3983333, -67.2483333) es una formación de montaña ubicada al norte del Embalse de Camatagua y al este de San Casimiro, Venezuela. A una altitud de 1674 m s. n. m. el Cerro Curucuti es una de las montañas más elevadas del municipio san casimiro

## Ubicación
El Cerro Curucuti se ubica en el corazón de una gran zona montañosa al sudoeste de Ocumare del Tuy y al noreste de San Juan de los Morros. Hacia el este colinda con las comunidades de montaña Las Palomas y Las Ollas. Hacia el Oeste con Bejucal y la ciudad de San Casimiro de Güiripa. Hacia el norte se continúa con la fila por donde transita la Carretera de San Casimiro a Cúa y Charallave.